# Martin Gore
Martin Lee Gore (Basildon, 23 juli 1961) is een Engelse musicus. Hij is een van de stichters van de groep Depeche Mode. Gore is de gitarist en toetsenist van de band.
Toen Vince Clarke in 1981, een jaar na de oprichting van de band, uit Depeche Mode opstapte, werd Gore de belangrijkste songwriter van de band. Gore zingt ook in vele nummers, en meestal in deze die omschreven kunnen worden als de 'zachtere' ballades. Zijn zachte tenorstem geeft hierbij een duidelijk contrast met de baritonstem van Dave Gahan. Gore zong zelden de eerste stem, een van de uitzonderingen daarop was Somebody.
Gore heeft verschillende solo-albums uitgebracht.
In 1999 ontving hij de Ivor Novello Award van de Britse Academie van Songwriters, Composers en Authors en werd, samen met medebandleden Dave Gahan en Andrew Fletcher (alsook oud-leden Vince Clarke en Alan Wilder) opgenomen in de Rock and Roll Hall of Fame in 2020. 
- Biblioteca Nacional de España: XX956016
- Bibliothèque nationale de France: cb14046354r (data)
- Gemeinsame Normdatei: 134388216
- International Standard Name Identifier: 0000 0001 1046 7120
- Library of Congress Control Number: n95001719
- Nationale Bibliotheek van Letland: 000206643
- MusicBrainz: e08ac443-f1d2-4666-abd1-fa5859592981
- Nationale Bibliotheek van Tsjechië: ola2002151999
- Nederlandse Thesaurus van Auteursnamen: 070794715
- Système universitaire de documentation: 080783864
- Virtual International Authority File: 24803305
- WorldCat: E39PBJcGhdq8Wwm9vK7HrPyKh3